# چنگر نوک‌سرخ معمولی

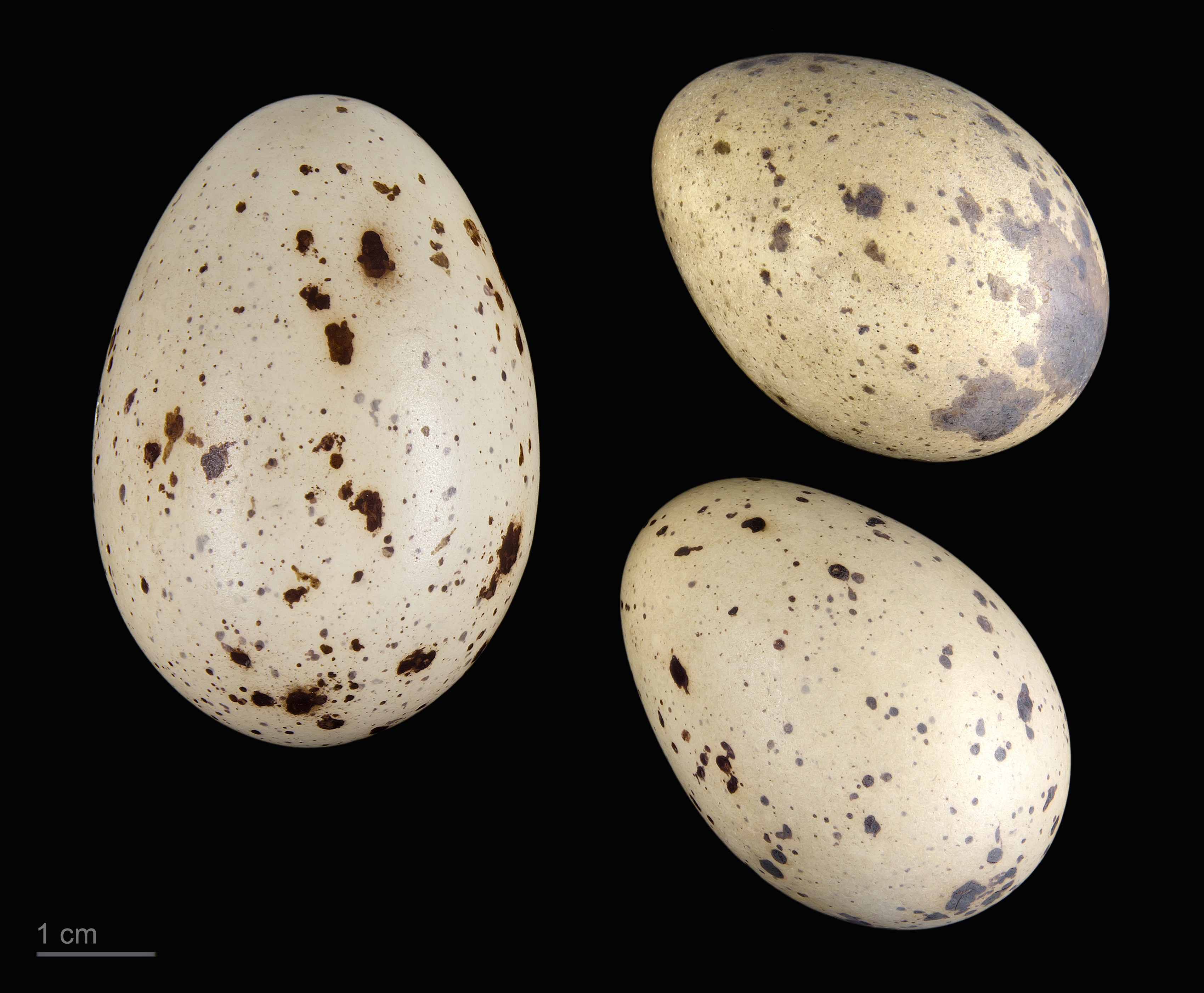
Gallinula chloropus

چنگر نوک‌سرخ معمولی یا چنگر نوک‌سرخ مرداب یا چارخوی مرداب (نام علمی: Gallinula chloropus) گونه‌ای چارخو است که در سال ۱۷۵۸ (میلادی) توصیف علمی شد.